# Магнитна проницаемост
В електромагнетизма магнитна проницаемост е физична величина, характеризираща степента на намагнитване на материал, което се изменя линейно (в определени граници и при определени условия) спрямо приложеното магнитно поле. Магнитната проницаемост се означава с гръцката буква μ. Терминът е представен за първи път през септември 1885 от Оливър Хевисайд. В системата SI магнитната проницаемост се измерва в хенри на метър (H/m) или в нютон на квадратен ампер (N/A2). Величината {\displaystyle \mu _{0}} е известна като магнитна константа или магнитна проницаемост на вакуума и има точно определена стойност: {\displaystyle \mu _{0}} = 4π×10−7 H/m. Магнитната проницаемост може да се изрази като отношение на магнитната индукция (плътността на магнитния поток) {\displaystyle \mathbf {B} }, (T) и интензитета на магнитното поле {\displaystyle \mathbf {H} }, (A/m):
{\displaystyle \mu ={\frac {\mathbf {B} }{\mathbf {H} }}}
Относителна магнитна проницаемост, означена с μr, е отношението на магнитната проницаемост на определена материална среда към магнитната константа μ0:
{\displaystyle \mu _{r}={\frac {\mu }{\mu _{0}}}}
Спрямо относителната магнитна проницаемост може да се дефинира величината магнитна възприемчивост:
{\displaystyle \chi _{m}=\mu _{r}-1\,}
където {\displaystyle \chi _{m}} е безразмерна величина, понякога наричана обемна възприемчивост.
| Магнитна възприемчивост {\displaystyle \chi _{m}} и магнитна проницаемост {\displaystyle \mu } на избрани материали | Магнитна възприемчивост {\displaystyle \chi _{m}} и магнитна проницаемост {\displaystyle \mu } на избрани материали | Магнитна възприемчивост {\displaystyle \chi _{m}} и магнитна проницаемост {\displaystyle \mu } на избрани материали |             |
| Материална среда | Възприемчивост | Проницаемост x10-6                                                                                                  |             |
| --- | --- | --- | ----------- |
| {\displaystyle \mu }-метал                                                                                          | 20 000 | 25 000 N/A2 | при 0,002 T |
| Пермалой | 8000 | 10 000 N/A2 | при 0,002 T |
| Трансформаторна стомана със спец. съпротивление ρ = 0,01 µΩ·m                                                       | 4000 | 5000 N/A2 | при 0,002 T |
| Стомана | 700 | 875 N/A2 | при 0,002 T |
| Никел | 100 | 125 N/A2 | при 0,002 T |
| Магнитно мек ферит със спец. съпротивл. ρ = 0,1 Ωm                                                                  | [ 1 ] | 5000 N/A2 | < 0,1 mT    |
| Магнитно мек ферит със спец. съпротивл. ρ = 10 Ωm                                                                   | [ 2 ] | 2500 N/A2 | < 0,1 mT    |
| Платина | 2,65 × 10−4 | 1,2569701 N/A2 |             |
| Алуминий | 2,22 × 10−5 | 1,2566650 N/A2 |             |
| Водород | 8 × 10−9 или 2,2 × 10−9                                                                                             | 1,2566371 N/A2 |             |
| Вакуум | 0 | 1,2566371 N/A2 |             |
| Сапфир | −2,1 × 10−7 | 1,2566368 N/A2 |             |
| Мед | −6,4 × 10−6 или −9,2 × 10−6                                                                                         | 1,2566290 N/A2 |             |
| Вода | −8 × 10−6 | 1,2566270 N/A2 |             |

Магнитната проницаемост се изменя с магнитното поле. Посочените по-горе стойности са приблизителни и са в сила само за дадените стойности на магнитното поле. Също така те се отнасят за постоянно магнитно поле (нулева честота). Магнитната проницаемост зависи и от честотата в случая на променливо поле. В този случай магнитната проницаемост може да бъде и комплексно число. Трябва да се отбележи, че величината {\displaystyle \mu _{0}} има точна и постоянна стойност, независеща от стойностите на честотата или интензитета на магнитното поле. В сила е и зависимостта:

{\displaystyle \varepsilon _{0}\mu _{0}={\frac {1}{c^{2}}},}
където {\displaystyle c} е скоростта на светлината във вакуум: 299 792 458 m/s (също константа), а {\displaystyle \varepsilon _{0}} е диелектричната проницаемост на вакуума (константа).
| Вещество | {\displaystyle \mu _{r}} |
| -------- | ------------------------ |
| Бисмут   | 0,99983                  |
| Злато    | 0,99986                  |
| Живак    | 0,99997                  |
| Сребро   | 0,99998                  |
| Олово    | 0,999983                 |
| Мед      | 0,999991                 |
| Вода     | 0,999991                 |

| Вещество | {\displaystyle \mu _{r}} |
| -------- | ------------------------ |
| Вакуум   | 1,000000                 |

| Вещество | {\displaystyle \mu _{r}} |
| -------- | ------------------------ |
| Въздух   | 1,0000004                |
| Алуминий | 1,00002                  |
| Магнезий | 1,000012                 |
| Паладий  | 1,0008                   |
| Волфрам  | 1,00008                  |
| Титан    | 1,0002                   |
| Платина  | 1,0003                   |

| Вещество                                          | {\displaystyle \mu _{r}} |
| ------------------------------------------------- | ------------------------ |
| Кобалт                                            | 250                      |
| Никел                                             | 600                      |
| Силициева стомана                                 | 3500                     |
| 99,8 % чисто желязо                               | 5000                     |
| {\displaystyle \mu }-метал (75% Ni, 5% Cu, 2% Cr) | 100 000                  |
| 99,96 % чисто желязо                              | 280 000                  |
| Супермалой (79% Ni, 5% Mo)                        | 1 000 000                |